# Italienische Wasserballnationalmannschaft der Frauen

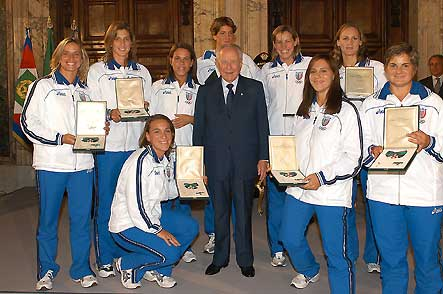
Präsident Carlo Azeglio Ciampi und die Olympiasiegerinnen von 2004

Die italienische Wasserballnationalmannschaft der Frauen ist die Nationalmannschaft der italienischen Frauen in der Sportart Wasserball (italienisch: Pallanuoto). Sie vertritt Italien bei internationalen Wettbewerben wie Olympischen Spielen, Weltmeisterschaften oder Europameisterschaften. Die organisatorische Verantwortung liegt beim italienischen Schwimmverband (Federazione Italiana Nuoto, FIN). Die Mannschaft wird auch als Setterosa bezeichnet, die rosafarbige Sieben. Im Gegensatz dazu ist die Settebello die italienische Wasserballnationalmannschaft der Männer.
Die italienische Nationalmannschaft der Frauen gehörte in den 1990er und 2000er Jahren zu den stärksten Mannschaften der Welt. Sie gewann je eine olympische Gold- und Silbermedaille sowie je zwei Gold-, Silber- und Bronzemedaillen bei Weltmeisterschaften. Bei Europameisterschaften erkämpfte die Mannschaft fünf Gold-, zwei Silber- sowie drei Bronzemedaillen.

## Erfolge

### Olympische Spiele
Die italienische Mannschaft qualifizierte sich für die Teilnahme an fünf olympischen Wasserballturnieren:
- 2000: nicht qualifiziert
- 2004: Olympiasieger
- 2008: 6. Platz
- 2012: 7. Platz
- 2016: Silbermedaille
- 2020: nicht qualifiziert
- 2024: 6. Platz

### Weltmeisterschaften
Die italienische Nationalmannschaft qualifizierte sich für die Teilnahme an 15 der bisher 17 ausgetragenen Wasserballweltmeisterschaften:
- 1986: nicht teilgenommen
- 1991: nicht teilgenommen
- 1994: Bronzemedaille
- 1998: Weltmeister
- 2001: Weltmeister
- 2003: Silbermedaille
- 2005: 7. Platz
- 2007: 5. Platz
- 2009: 9. Platz
- 2011: 4. Platz
- 2013: 10. Platz
- 2015: Bronzemedaille
- 2017: 6. Platz
- 2019: 6. Platz
- 2022: 4. Platz
- 2023: Bronzemedaille
- 2024: 7. Platz
- 2025: 7. Platz

### Europameisterschaften
- 1985: nicht teilgenommen[3]
- 1987: nicht teilgenommen
- 1989: 4. Platz
- 1991: Bronzemedaille
- 1993: 4. Platz
- 1995: Europameister
- 1997: Europameister
- 1999: Europameister
- 2001: Silbermedaille
- 2003: Europameister
- 2006: Silbermedaille
- 2008: 4. Platz
- 2010: 4. Platz
- 2012: Europameister
- 2014: 4. Platz
- 2016: Bronzemedaille
- 2018: 6. Platz
- 2020: 5. Platz
- 2022: Bronzemedaille
- 2024: 4. Platz

## ISHOF
Bislang wurde eine italienische Wasserballspielerin in die International Swimming Hall of Fame aufgenommen:
- Carmela Allucci (* 1970), Aufnahme 2024